# Wiltshire North and Bath (circonscription du Parlement européen)
Wiltshire North and Bath était une circonscription du Parlement européen du Royaume-Uni, élisant un membre. À la suite d'une réorganisation des frontières, la circonscription a été créée pour l'élection du Parlement européen de 1994 et a cessé d'exister en 1999, lorsque le Royaume-Uni  a abandonné le système uninominal à un tour pour les élections européennes en Angleterre, en Écosse et au pays de Galles.
Wiltshire North and Bath se composaient des circonscriptions du Parlement de Westminster de Bath, Devizes, North Wiltshire, Swindon, Wansdyke, et Westbury. Son unique représentante était Caroline Jackson.
La circonscription a pris fin en 1999, lorsque le Royaume-Uni a adopté une forme de représentation proportionnelle au sein de circonscriptions régionales beaucoup plus grandes, et Wiltshire North and Bath ont été fusionnés dans la nouvelle circonscription du Parlement européen du sud-ouest de l'Angleterre.

## Membre du Parlement européen
| Élection                    | Élection | Portrait | Membre           | Parti        |
| --------------------------- | -------- | -------- | ---------------- | ------------ |
|                             | 1994     |          | Caroline Jackson | Conservateur |
| 1999 circonscription abolie |          |          |                  |              |

## Résultats des élections
Les candidats élus sont indiqués en gras.
| Parti         | Parti                                  | Candidat            | Voix    | %    | ± |
| ------------- | -------------------------------------- | ------------------- | ------- | ---- | - |
|               | Conservateur                           | Caroline Jackson    | 71,872  | 34,9 | ' |
|               | Libéral Démocrate                      | Mrs. J.H.H. Matthew | 63,085  | 30,6 |   |
|               | Travailliste                           | Mrs. N.P.J. Norris  | 50,489  | 24,5 |   |
|               | Libéral                                | P.J.P. Cullen       | 6,760   | 3,3  |   |
|               | Green                                  | M. Davidson         | 5,974   | 2,9  |   |
|               | UKIP                                   | T.P.E. Hedges       | 5,843   | 2,8  |   |
|               | Natural Law                            | D.R.H. Cooke        | 1,148   | 0,6  |   |
|               | Christian People's Party               | J.R.D. Day          | 725     | 0,4  |   |
| Majorité      | Majorité                               | Majorité            | 8,787   | 4,3  |   |
| Participation | Participation                          | Participation       | 205,896 |      |   |
|               | Conservateur vainqueur (nouveau siège) |                     |         |      |   |